# Liberamente Mia
Liberamente Mia è un DVD edito da Rai Trade e dalla Sony BMG, pubblicato il 21 settembre 2007. Il DVD raccoglie le più importanti apparizioni televisive di Mia Martini in RAI dal 1964 al 1992, e altri contenuti speciali.
Oltre al DVD, nella confezione è presente un CD con una selezione dei brani già presenti sul DVD.

## Contenuto DVD
1. Liberamente Mia (sigla) - mix da La storia siamo noi (Rai 2005), Serata con Mia Martini e Charles Aznavour (Rai 1977), Successi (Rai 2005)
2. Talk: "Quando mi chiamavo Mimì bertè" - mix da Alle sette della sera (Rai 1974) e Tv7. Voglio essere una cantante! (Rai 1964)
3. Ed ora che abbiamo litigato - live orchestra diretta da M.tro Gianni Ferrio da Teatro 10 (Rai 1965)
4. Talk: "Così diventai Mia Martini" - da Donna Rock. Io sono Mia (Rai 1981)
5. Padre davvero - live su base da Tutti insieme (Rai 1971)
6. Gesù è mio fratello - da Little Tony Show (Rai 1971)
7. Piccolo uomo - live orchestra diretta da M.tro Pino Calvi da Senza Rete (Rai 1972)
8. Donna sola - mix da Auguri, auguri e Dieci anni di Juke-box (Rai 1972)
9. Minuetto - live orchestra diretta da M.tro Pino Calvi da Senza rete (programma televisivo) (Rai 1973)
10. Bolero - da Quando il gatto ci mette la coda (Rai 1973)
11. Talk: "La solitudine" - da Mia (Rai 1975)
12. Al mondo - live su base da Caravella dei successi (Rai 1975)
13. Volesse il cielo - da Adesso musica (Rai 1975)
14. Talk: "La nostalgia" - da Speciale Midem (Rai 1975)
15. Donna con te - da La compagnia stabile della canzone (Rai 1975)
16. Che vuoi che sia... se t'ho aspettato tanto - da Festivalbar 1976 (Rai 1976)
17. Per amarti - da Domenica in (Rai 1977)
18. Un uomo per me  - da Come mai (Rai 1977)
19. Talk: "Il prezzo del successo" - da Donna Rock. Io sono Mia (Rai 1981)
20. Libera - da Pesaro Summer Show (Rai 1977)
21. Vola - mix da Festivalbar 1978 e Bravo (Rai 1978)
22. Danza - da Discoring (Rai 1979)
23. Talk: "Un disco tutto mio" - da Girofestival '89 (Rai 1981)
24. E ancora canto - da Discoring (Rai 1981)
25. E non finisce mica il cielo - live su base da Festival di Sanremo 1982 (Rai 1982)
26. Stelle - da Un'isola da trovare. Cantautori da Rimini (Rai 1982)
27. Quante volte - da Discoring (Rai 1982)
28. Spaccami il cuore - da Piccoli fans (Rai 1985)
29. Lucy - da Parola mia (Rai 1986)
30. Talk: "Anni difficili" - da Mezzogiorno in famiglia (Rai 1994)
31. Almeno tu nell'universo - live su base da Festival di Sanremo 1989 (Rai 1989)
32. La nevicata del '56 - live orchestra diretta da M.tro Peppe Vessicchio da Festival di Sanremo 1990 (Rai 1990)
33. Gli uomini non cambiano - live orchestra diretta da M.tro Marco Falagiani da Festival di Sanremo 1992 (Rai 1992)

## Contenuto CD
1. Padre davvero
2. Piccolo uomo
3. Donna sola
4. Minuetto
5. Bolero
6. Volesse il cielo
7. Donna con te
8. Per amarti
9. Un uomo per me
10. Libera
11. Vola
12. Danza
13. E ancora canto
14. E non finisce mica il cielo
15. Stelle
16. Spaccami il cuore
17. Lucy
18. Almeno tu nell'universo

## Crediti
- Progetto curato e realizzato da Menico Caroli
- Post-produzione, doppiaggio audio, montaggio video: Vito Cacucciolo per Videonews Triggiano, Bari
- Authoring: Arpa Video
- Fotografie: Studio Tallarini
- Elaborazione immagini: Diego Tortini
- Art Director: Luciano Tallarini
- Artwork: IMMAGIN Art-Milano

## Ringraziamenti
- Famiglia Bertè
- Alba Calia
- Francesco Canuto
- Rossana Casale
- Aida Cooper
- Francesco Gisotti (Rai Puglia)
- Salvo Guercio
- Mariella La Terza
- Vincenzo Melillo
- Maurizio Piccoli
- Silvio Puzzolu
- Alex Soccamano
- Giovanni Sanjust
- Walter Testolina
- Gabriele Varano
- Pat Wolf
- Roberto Zanaboni